# Sultán Naga Dimaporo
Sultán Naga Dimaporo es un municipio filipino de quinta categoría, situado al norte de la isla de Mindanao. Forma parte de la provincia de Lánao del Norte situada en la Región Administrativa de Mindanao del Norte en cebuano Amihanang Mindanaw, también denominada Región X. 
Para las elecciones está encuadrado en el Segundo Distrito Electoral.

## Barrios
El municipio de Sultan Naga Dimaporo se divide, a los efectos administrativos, en 37 barangayes o barrios, conforme a la siguiente relación:
| - Bangaan - Bangko - Bansarvil II - Bauyan - Cabongbongan - Calibao - Calipapa | - Calube - Campo Islam - Capocao - Dableston - Dalama - Dangolaan - Ditago | - Ilian - Kauswagan - Kirapan - Koreo - Lantawan - Mabuhay - Maguindanao | - Mahayahay - Mamagum - Mina - Pandanan - Payong - Piraka - Pikalawag | - Pikinit - Población - Ramain - Rebucon - Sigayan - Sugod - Tagulo - Tantaon - Topocon |  |

## Historia

### Influencia española

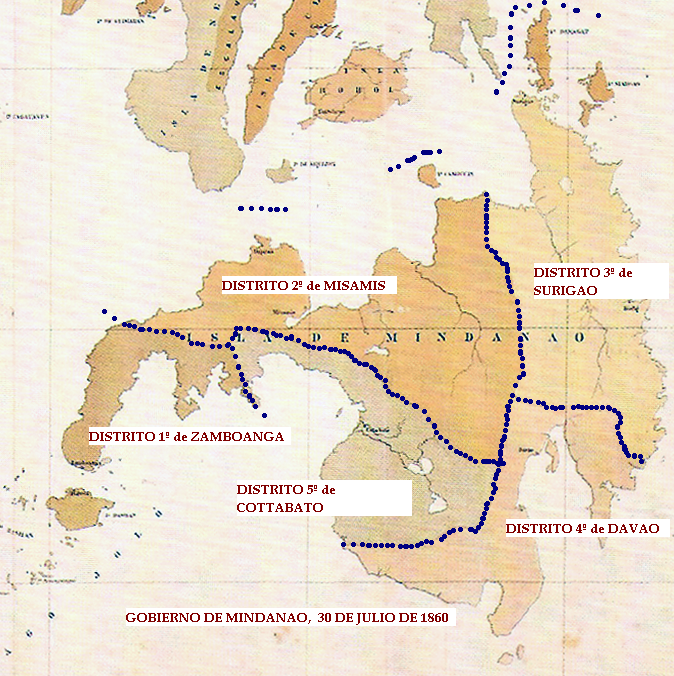
Gobierno de Mindanao: Los 5 Distritos creados por Real Decreto de 30 de julio de 1860.

El Distrito 7.º de Lanao creado a finales del siglo XIX, concretamente el 8 de octubre de 1895,  formaba  parte del Imperio español en Asia y Oceanía (1520-1898).
Su territorio, segregado de los distritos 5.º de Cottabato y 2.º de Misamis, no fue dominado completamente por las armas españolas. El término de Baloy formaba parte de Cottabato.

### Ocupación estadounidense
En 1903 fue creada la provincia del Moro, siendo Lánao uno de sus distritos. La provincia de Lánao fue creada en 1914 formando parte del Departamento de Mindanao y Joló (1914-1920)  (Department of Mindanao and Sulu) .

### Independencia
El 30 de abril de 1953 los barrios de Tagalo, Mabbhai, Pandanan, Pikinit, Dangoloan, Dabliston, Calobi, Tapokon, Karomatan, Pitikol y Sigayan, del municipio de Kapatagan; y los barrios de Bauyan, Dadoan, Calibao y Payorigin, del municipio de Malabang; forman el nuevo municipio de  Karomatan.
El 22 de mayo de 1959 la provincia de Lánao fue dividida en dos provincias, una que se conoce como Lánao del Norte y la otra como Lánao del Sur.
Sultán Naga Dimaporo es uno de los 10 municipios que forman la provincia de Lánao del Norte.